# Partido Liberal Progresista (Chili)
De Partido Liberal Progresista (Nederlands: Progressief-Liberale Partij, PLP) was een Chileense liberale partij die van 1944 tot 1953 bestond.
De partij was een afsplitsing van de Partido Liberal (Liberale Partij). De oprichters van de nieuwe PLP waren ontevreden over de koers van de PL en waren aanhangers van het regionalisme. De partij stond onder leiding van Augusto Smitsmans. Bij de parlementsverkiezingen van 1945 behaalde de partij drie zetels in de Kamer van Afgevaardigden, in 1949 ging er hier een van verloren.
In 1946 steunde de partij de kandidatuur van Fernando Alessandri voor het presidentschap. In 1952 werd de kandidatuur van Carlos Ibáñez del Campo gesteund.
Toen de partij in 1953 werd ontbonden, sloten haar leden zich weer aan bij de Partido Liberal.

## Verkiezingsuitslagen
| Jaar | Aantal afgevaardigden (totaal aantal zetels tussen haakjes) | Aantal senatoren (totaal aantal zetels tussen haakjes) |
| ---- | ----------------------------------------------------------- | ------------------------------------------------------ |
| 1945 | 3 (147)                                                     | 0 (45)                                                 |
| 1949 | 2 (147)                                                     | 0 (45)                                                 |